# 愛欧
愛欧（あいおう）は中華人民共和国の男性漫画家。天津南開大学生命科学学科卒業。現在は秘銀漫研社社長を務める。
2006年より金竜賞に応募し、2008年に『無尽遊戯-Infinity Game』にて第5回金竜賞優秀少年マンガ家賞を受賞。

## 作品
- Bloodline
- 無尽遊戯-Infinity Game
- 過心花
- 職階：主角遊戲